# Beekse Molen
De Beekse Molen is het restant van een watermolen die zich bevindt op de Molenbeek nabij Vierlingsbeek.
Het was een grote, in steen gebouwde molen die vooral gebruikt werd als korenmolen in perioden van weinig wind, wanneer de windmolens niet konden malen.
De oudste vermelding van deze molen stamt uit 1446. Deze werd hersteld in 1531, maar in 1672 werd een nieuwe molen gebouwd door de timmerman Hendricus Heiligers, die zijn naam in de koningsspil beitelde. In 1724 vond opnieuw herstel plaats.
Ook stond op de koningsspil te lezen:
De zon moet dwalen

De molen moet malen

De vink moet slaan

De wereld zal vergaan.

In 1930 werd naast de watermolen een motormaalwerk gebouwd. Tijdens de Slag om Overloon in oktober 1944 werd de molen door de terugtrekkende Duitse troepen opgeblazen. Behouden bleef het zeer grote waterrad, dat een diameter had van 5,10 meter, en de sluis.
In 1970 werd het rad hersteld en geplaatst in een monumentje waarin zich ook de kollergang uit een veevoederfabriek bevindt.
Er is meermalen sprake van plannen voor herbouw geweest, maar deze zijn nimmer tot uitvoering gebracht.